# Хішам Хаддарі
Хішам Хаддарі (нар. 19 серпня 1991) — колишній марокканський тенісист.
Найвищу одиночну позицію світового рейтингу — 492 місце досяг 18 листопада 2013, парну — 873 місце — 30 вересня 2013 року.

## Титули ITF Ф'ючерс

### Одиночний розряд: (1)
| Ранг | Дата     | Турнір                  | Покриття | Суперник       | Рахунок  |
| ---- | -------- | ----------------------- | -------- | -------------- | -------- |
| 1.   | Тра 2013 | Єгипет F5, Шарм-еш-Шейх | Ґрунт    | Ніколас Райсіґ | 6–3, 6–3 |